# جون هنري باترسون (رجل أعمال)
جون هنري باترسون (بالإنجليزية: John Henry Patterson)‏ هو شخصية أعمال أمريكي، ولد في 13 ديسمبر 1844، وتوفي في 7 مايو 1922 في دايتون في الولايات المتحدة.

## وصلات خارجية
- جون هنري باترسون على موقع الموسوعة البريطانية (الإنجليزية)